# Bauhaus-Archiv
Le Bauhaus-Archiv est un musée berlinois réalisé par les architectes Walter Gropius et Alexander Cvijanovic et inauguré en 1979 pour abriter les archives du Bauhaus.
Initialement, le projet de musée aurait dû voir le jour à Darmstadt. Le fondateur du Bauhaus, Walter Gropius, avait dessiné les plans initiaux du nouveau complexe muséal. Son ancien collaborateur, Alexander Cvijanovic, l'a modifié et adapté pour l'emplacement de Berlin, en bordure du Landwehrkanal. Parmi les aménagements d'Alexander Cvijanovic figure entre autres la rampe coupant le corps de bâtiment.
Le Bauhaus-Archiv a pour vocation de mettre en valeur la contribution artistique de l'un des courants des beaux-arts les plus importants du XXe siècle : architecture, design, photographie et mobilier. La collection permanente du Bauhaus-Archiv présente notamment les chaises de Marcel Breuer, les luminaires de Karl Jacob Jucker et Wilhelm Wagenfeld ou encore les pièces d'argenterie de Marianne Brandt.